# Clasificación de Conmebol para la Copa Mundial de Fútbol de 2018
La clasificación de Conmebol para la Copa Mundial de Fútbol de 2018  fue el torneo que determinó a los equipos nacionales que asistieron por parte de la Confederación Sudamericana de Fútbol a la Copa Mundial que se celebró en Rusia. La competencia se inició el 8 de octubre de 2015 y finalizó el 10 de octubre de 2017.
El 29 de mayo de 2015, luego del 65.º Congreso de la FIFA realizado en Zúrich, el presidente de la Conmebol Juan Ángel Napout anunció que Sudamérica mantenía sus 4,5 cupos. Esta decisión fue confirmada un día después por la FIFA tras la reunión de su Comité Ejecutivo.
Las selecciones de Brasil, Uruguay, Argentina y Colombia clasificaron directamente. Perú logró la clasificación en la repesca internacional a Nueva Zelanda.

## Equipos participantes
El proceso clasificatorio de Conmebol volvió a contar con sus diez miembros, con la participación de Brasil, ausente en el anterior por haber sido el anfitrión de la Copa Mundial de 2014.
| Selección | Entrenador               | Ciudad localía                                                                        | Estadio localía |
| --------- | ------------------------ | ------------------------------------------------------------------------------------- | --- |
| Argentina | Jorge Sampaoli           | Buenos Aires Córdoba Mendoza San Juan                                                 | Antonio Vespucio Liberti y Alberto J. Armando Mario Alberto Kempes Malvinas Argentinas San Juan del Bicentenario                                                  |
| Bolivia   | Mauricio Soria           | La Paz                                                                                | Hernando Siles |
| Brasil    | Tite                     | Fortaleza Salvador de Bahía Recife Manaus Natal Belo Horizonte São Paulo Porto Alegre | Aderaldo Plácido Castelo Arena Fonte Nova Itaipava Arena Pernambuco Arena da Amazônia Arena das Dunas Mineirão Arena Corinthians y Allianz Parque Arena do Gremio |
| Chile     | Juan Antonio Pizzi       | Santiago                                                                              | Nacional Julio Martínez Prádanos y Monumental de Chile |
| Colombia  | José Néstor Pékerman     | Barranquilla                                                                          | Metropolitano Roberto Meléndez |
| Ecuador   | Jorge Célico             | Quito                                                                                 | Olímpico Atahualpa |
| Paraguay  | Francisco Arce           | Asunción                                                                              | Defensores del Chaco |
| Perú      | Ricardo Gareca           | Lima                                                                                  | Nacional Monumental |
| Uruguay   | Óscar Washington Tabárez | Montevideo                                                                            | Centenario |
| Venezuela | Rafael Dudamel           | Ciudad Guayana Barinas Mérida Maturín Táchira                                         | Cachamay Agustín Tovar Metropolitano de Mérida Monumental de Maturín Polideportivo de Pueblo Nuevo                                                                |

### Cambio de entrenadores
| Selección | Entrenador saliente    | Fecha de salida          | Tipo de salida | Partidos disputados  | Reemplazado por        | Fecha de llegada         |
| --------- | ---------------------- | ------------------------ | -------------- | -------------------- | ---------------------- | ------------------------ |
| Bolivia   | Mauricio Soria         | 14 de agosto de 2015     | Renuncia       | 0 (0 PG, 0 PE, 0 PP) | Julio César Baldivieso | 27 de agosto de 2015     |
| Chile     | Jorge Sampaoli         | 19 de enero de 2016      | Renuncia       | 4 (2 PG, 1 PE, 1 PP) | Juan Antonio Pizzi     | 29 de enero de 2016      |
| Venezuela | Noel Sanvicente        | 31 de marzo de 2016      | Renuncia       | 6 (0 PG, 1 PE, 5 PP) | Rafael Dudamel         | 1 de abril de 2016       |
| Paraguay  | Ramón Díaz             | 12 de junio de 2016      | Renuncia       | 6 (2 PG, 3 PE, 1 PP) | Francisco Arce         | 3 de agosto de 2016      |
| Brasil    | Dunga                  | 14 de junio de 2016      | Despido        | 6 (2 PG, 3 PE, 1 PP) | Tite                   | 20 de junio de 2016      |
| Argentina | Gerardo Martino        | 5 de julio de 2016       | Renuncia       | 6 (3 PG, 2 PE, 1 PP) | Edgardo Bauza          | 1 de agosto de 2016      |
| Bolivia   | Julio César Baldivieso | 5 de julio de 2016       | Despido        | 6 (1PG, 0PE, 5PP)    | Ángel Guillermo Hoyos  | 3 de agosto de 2016      |
| Bolivia   | Ángel Guillermo Hoyos  | 22 de diciembre de 2016  | Renuncia       | 6 (1PG, 1PE, 4PP)    | Mauricio Soria         | 23 de diciembre de 2016  |
| Argentina | Edgardo Bauza          | 10 de abril de 2017      | Despido        | 8 (3 PG, 2 PE, 3 PP) | Jorge Sampaoli         | 1 de junio de 2017       |
| Ecuador   | Gustavo Quinteros      | 12 de septiembre de 2017 | Despido        | 16 (6PG, 2PE, 8PP)   | Jorge Célico           | 13 de septiembre de 2017 |

## Sorteo
Luego de cuatro ediciones (2002, 2006, 2010 y 2014) en las que se repitió el mismo calendario, el 23 de enero de 2015 la Conmebol anunció que a partir de este torneo, y en adelante, el programa de partidos sería definido mediante sorteo. Esta decisión fue tomada en forma unánime por el Comité Ejecutivo de la Confederación.
Un día antes del sorteo se estableció que a cada selección se le asignara un número del 1 al 10. Para evitar que un equipo debiera enfrentar a Argentina y Brasil en una misma fecha doble, a estos les fueron asignados los números 4 y 5, respectivamente. Por tanto, de antemano se supo que Argentina y Brasil jugarían entre sí en las fechas 3 y 11. Otro aspecto, también definido con antelación, estableció que los duelos correspondientes a la primera jornada fueran los mismos que los de la última fecha, invirtiéndose el orden de las localías. De esta manera, los partidos de la jornada 2 tuvieron sus respectivas revanchas en la 10, la 3 en la 11, la 4 en la 12, la 5 en la 13, la 6 en la 14, la 7 en la 15, la 8 en la 16 y finalmente la 9 en la 17.
El sorteo se realizó el 25 de julio de 2015 en el palacio Konstantínovski de San Petersburgo, Rusia, dentro del marco del sorteo preliminar de la Copa Mundial de la FIFA Rusia 2018.
Para efectos del sorteo las 10 selecciones involucradas fueron agrupadas en un bombo, con las bolillas de Argentina y Brasil de un color diferente para ser distinguidas de las demás. Otro bombo contenía los diez números que serían asignados a las selecciones, con las bolillas 4 y 5 también de un color diferente.
El procedimiento del sorteo fue el siguiente:
- En primer lugar se extrajo la bolilla de Argentina del primer bombo y después la bolilla con el número 4 del segundo bombo.
- Luego se extrajo la bolilla de Brasil del primer bombo y después la bolilla con el número 5 del segundo bombo.
- Se siguió con la extracción de una bolilla del primer bombo y otra del segundo bombo para determinar la numeración de esa selección.
- La misma mecánica anterior se aplicó con las 7 bolillas restantes de ambos bombos para determinar la numeración de esas selecciones.

A continuación se señala la numeración asignada a cada una de las diez selecciones mediante el sorteo.
| 1. Colombia 2. Chile 3. Paraguay 4. Argentina 5. Brasil 6. Ecuador 7. Venezuela 8. Bolivia 9. Perú 10. Uruguay |

## Formato de competición

Países clasificados
Países eliminados
Países que no son miembros de la Conmebol

El proceso mantuvo el formato adoptado desde la clasificación para el Mundial de Francia de 1998. Las diez selecciones se enfrentaron por el sistema de todos contra todos, ubicándose en la tabla final de posiciones según los puntos obtenidos.
En el caso en que dos equipos terminaron  empatados se aplicó el primer criterio de desempate (de acuerdo a los artículos 20.6 y 20.7 del reglamento de la competición preliminar de la Copa Mundial de la FIFA 2018):
- Mejor diferencia de goles en todos los partidos de grupo.

Al término de la competencia clasificaron a la Copa Mundial de Fútbol de 2018 los equipos que ocuparon los cuatro primeros puestos de la tabla, mientras que el quinto disputará la repesca intercontinental Conmebol-OFC.

## Calendario
El calendario fue elaborado antes del sorteo, con los equipos representados con números del 1 al 10. Una vez realizado el sorteo y asignados los números a las selecciones se conoció el calendario completo.
Se determinó que cada una de las dobles jornadas comenzaran entre jueves y viernes, cerrándose entre lunes y martes con la disputa de los juegos de la jornada siguiente. Se llevaron a cabo cuatro fechas en 2015, ocho en 2016 y seis en 2017.
| Partidos de ida | Partidos de ida              |
| Jornada         | Fecha                        |
| --------------- | ---------------------------- |
| Jornada 1       | 8 de octubre de 2015         |
| Jornada 2       | 13 de octubre de 2015        |
| Jornada 3       | 12 y 13 de noviembre de 2015 |
| Jornada 4       | 17 de noviembre de 2015      |
| Jornada 5       | 24 y 25 de marzo de 2016     |
| Jornada 6       | 29 de marzo de 2016          |
| Jornada 7       | 1 de septiembre de 2016      |
| Jornada 8       | 6 de septiembre de 2016      |
| Jornada 9       | 6 de octubre de 2016         |

| Partidos de vuelta | Partidos de vuelta      |
| Jornada            | Fecha                   |
| ------------------ | ----------------------- |
| Jornada 10         | 11 de octubre de 2016   |
| Jornada 11         | 10 de noviembre de 2016 |
| Jornada 12         | 15 de noviembre de 2016 |
| Jornada 13         | 23 de marzo de 2017     |
| Jornada 14         | 28 de marzo de 2017     |
| Jornada 15         | 31 de agosto de 2017    |
| Jornada 16         | 5 de septiembre de 2017 |
| Jornada 17         | 5 de octubre de 2017    |
| Jornada 18         | 10 de octubre de 2017   |

## Tabla de posiciones final
| Pos. | Selección | Pts. | PJ | PG | PE | PP | GF | GC | Dif. |
| ---- | --------- | ---- | -- | -- | -- | -- | -- | -- | ---- |
| 1.   | Brasil    | 41   | 18 | 12 | 5  | 1  | 41 | 11 | +30  |
| 2.   | Uruguay   | 31   | 18 | 9  | 4  | 5  | 32 | 20 | +12  |
| 3.   | Argentina | 28   | 18 | 7  | 7  | 4  | 19 | 16 | +3   |
| 4.   | Colombia  | 27   | 18 | 7  | 6  | 5  | 21 | 19 | +2   |
| 5.   | Perú      | 26   | 18 | 7  | 5  | 6  | 27 | 26 | +1   |
| 6.   | Chile     | 26   | 18 | 8  | 2  | 8  | 26 | 27 | −1   |
| 7.   | Paraguay  | 24   | 18 | 7  | 3  | 8  | 19 | 25 | −6   |
| 8.   | Ecuador   | 20   | 18 | 6  | 2  | 10 | 26 | 29 | −3   |
| 9.   | Bolivia   | 14   | 18 | 4  | 2  | 12 | 16 | 38 | −22  |
| 10.  | Venezuela | 12   | 18 | 2  | 6  | 10 | 19 | 35 | −16  |

| L\V                  | Bandera de Argentina | Bandera de Bolivia | Bandera de Brasil | Bandera de Chile | Bandera de Colombia | Bandera de Ecuador | Bandera de Paraguay | Bandera de Perú | Bandera de Uruguay | Bandera de Venezuela |
| Bandera de Argentina |                      | 2:0                | 1:1               | 1:0              | 3:0                 | 0:2                | 0:1                 | 0:0             | 1:0                | 1:1                  |
| Bandera de Bolivia   | 2:0                  |                    | 0:0               | 1:0              | 2:3                 | 2:2                | 1:0                 | 0:3             | 0:2                | 4:2                  |
| Bandera de Brasil    | 3:0                  | 5:0                |                   | 3:0              | 2:1                 | 2:0                | 3:0                 | 3:0             | 2:2                | 3:1                  |
| Bandera de Chile     | 1:2                  | 3:0                | 2:0               |                  | 1:1                 | 2:1                | 0:3                 | 2:1             | 3:1                | 3:1                  |
| Bandera de Colombia  | 0:1                  | 1:0                | 1:1               | 0:0              |                     | 3:1                | 1:2                 | 2:0             | 2:2                | 2:0                  |
| Bandera de Ecuador   | 1:3                  | 2:0                | 0:3               | 3:0              | 0:2                 |                    | 2:2                 | 1:2             | 2:1                | 3:0                  |
| Bandera de Paraguay  | 0:0                  | 2:1                | 2:2               | 2:1              | 0:1                 | 2:1                |                     | 1:4             | 1:2                | 0:1                  |
| Bandera de Perú      | 2:2                  | 2:1                | 0:2               | 3:4              | 1:1                 | 2:1                | 1:0                 |                 | 2:1                | 2:2                  |
| Bandera de Uruguay   | 0:0                  | 4:2                | 1:4               | 3:0              | 3:0                 | 2:1                | 4:0                 | 1:0             |                    | 3:0                  |
| Bandera de Venezuela | 2:2                  | 5:0                | 0:2               | 1:4              | 0:0                 | 1:3                | 0:1                 | 2:2             | 0:0                |                      |

|  | Clasificados a la Copa Mundial de Fútbol de 2018. |
|  | Clasificado a la repesca OFC-Conmebol.            |

### Evolución de posiciones
| País / Fecha | 1  | 2  | 3  | 4  | 5  | 6  | 7  | 8  | 9  | 10 | 11 | 12 | 13 | 14 | 15 | 16 | 17 | 18 |
| ------------ | -- | -- | -- | -- | -- | -- | -- | -- | -- | -- | -- | -- | -- | -- | -- | -- | -- | -- |
| Brasil       | 8  | 5  | 4  | 3  | 3  | 6  | 5  | 2  | 2  | 1  | 1  | 1  | 1  | 1  | 1  | 1  | 1  | 1  |
| Uruguay      | 1  | 1  | 3  | 2  | 2  | 1  | 2  | 1  | 1  | 2  | 2  | 2  | 2  | 3  | 3  | 2  | 2  | 2  |
| Argentina    | 9  | 7  | 9  | 6  | 5  | 3  | 1  | 3  | 5  | 6  | 6  | 5  | 3  | 5  | 5  | 5  | 6  | 3  |
| Colombia     | 3  | 6  | 6  | 7  | 7  | 5  | 3  | 5  | 4  | 4  | 3  | 6  | 4  | 2  | 2  | 3  | 4  | 4  |
| Perú         | 7  | 8  | 8  | 9  | 8  | 8  | 8  | 8  | 8  | 8  | 8  | 8  | 8  | 7  | 6  | 4  | 5  | 5  |
| Chile        | 4  | 3  | 2  | 5  | 6  | 4  | 7  | 4  | 6  | 5  | 5  | 4  | 6  | 4  | 4  | 6  | 3  | 6  |
| Paraguay     | 5  | 4  | 5  | 4  | 4  | 7  | 6  | 7  | 7  | 7  | 7  | 7  | 7  | 8  | 7  | 7  | 7  | 7  |
| Ecuador      | 2  | 2  | 1  | 1  | 1  | 2  | 4  | 6  | 3  | 3  | 4  | 3  | 5  | 6  | 8  | 8  | 8  | 8  |
| Bolivia      | 10 | 10 | 7  | 8  | 9  | 9  | 9  | 9  | 9  | 9  | 10 | 9  | 9  | 9  | 9  | 9  | 9  | 9  |
| Venezuela    | 6  | 9  | 10 | 10 | 10 | 10 | 10 | 10 | 10 | 10 | 9  | 10 | 10 | 10 | 10 | 10 | 10 | 10 |

## Resultados
Los partidos se disputaron entre el 8 de octubre de 2015 y el 10 de octubre de 2017.

### Primera ronda
| Fecha                   | Lugar          |           |                      | Resultado                                                           |                      |           |
| ----------------------- | -------------- | --------- | -------------------- | ------------------------------------------------------------------- | -------------------- | --------- |
| 8 de octubre de 2015    | La Paz         | Bolivia   | Bandera de Bolivia   | 0:2 (0:1) Archivado el 10 de octubre de 2015 en Wayback Machine.    | Bandera de Uruguay   | Uruguay   |
| 8 de octubre de 2015    | Barranquilla   | Colombia  | Bandera de Colombia  | 2:0 (1:0) Archivado el 26 de septiembre de 2015 en Wayback Machine. | Bandera de Perú      | Perú      |
| 8 de octubre de 2015    | Ciudad Guayana | Venezuela | Bandera de Venezuela | 0:1 (0:0) Archivado el 3 de octubre de 2015 en Wayback Machine.     | Bandera de Paraguay  | Paraguay  |
| 8 de octubre de 2015    | Santiago       | Chile     | Bandera de Chile     | 2:0 (0:0) Archivado el 26 de septiembre de 2015 en Wayback Machine. | Bandera de Brasil    | Brasil    |
| 8 de octubre de 2015    | Buenos Aires   | Argentina | Bandera de Argentina | 0:2 (0:0) Archivado el 26 de septiembre de 2015 en Wayback Machine. | Bandera de Ecuador   | Ecuador   |
| 13 de octubre de 2015   | Quito          | Ecuador   | Bandera de Ecuador   | 2:0 (0:0) Archivado el 11 de octubre de 2015 en Wayback Machine.    | Bandera de Bolivia   | Bolivia   |
| 13 de octubre de 2015   | Montevideo     | Uruguay   | Bandera de Uruguay   | 3:0 (1:0) Archivado el 11 de octubre de 2015 en Wayback Machine.    | Bandera de Colombia  | Colombia  |
| 13 de octubre de 2015   | Asunción       | Paraguay  | Bandera de Paraguay  | 0:0 Archivado el 3 de octubre de 2015 en Wayback Machine.           | Bandera de Argentina | Argentina |
| 13 de octubre de 2015   | Fortaleza      | Brasil    | Bandera de Brasil    | 3:1 (2:0) Archivado el 3 de octubre de 2015 en Wayback Machine.     | Bandera de Venezuela | Venezuela |
| 13 de octubre de 2015   | Lima           | Perú      | Bandera de Perú      | 3:4 (2:3) Archivado el 28 de septiembre de 2015 en Wayback Machine. | Bandera de Chile     | Chile     |
| 12 de noviembre de 2015 | La Paz         | Bolivia   | Bandera de Bolivia   | 4:2 (3:1) Archivado el 14 de noviembre de 2015 en Wayback Machine.  | Bandera de Venezuela | Venezuela |
| 12 de noviembre de 2015 | Quito          | Ecuador   | Bandera de Ecuador   | 2:1 (1:0) Archivado el 14 de noviembre de 2015 en Wayback Machine.  | Bandera de Uruguay   | Uruguay   |
| 12 de noviembre de 2015 | Santiago       | Chile     | Bandera de Chile     | 1:1 (1:0) Archivado el 14 de noviembre de 2015 en Wayback Machine.  | Bandera de Colombia  | Colombia  |
| 13 de noviembre de 2015 | Buenos Aires   | Argentina | Bandera de Argentina | 1:1 (1:0) Archivado el 16 de noviembre de 2015 en Wayback Machine.  | Bandera de Brasil    | Brasil    |
| 13 de noviembre de 2015 | Lima           | Perú      | Bandera de Perú      | 1:0 (1:0) Archivado el 17 de noviembre de 2015 en Wayback Machine.  | Bandera de Paraguay  | Paraguay  |
| 17 de noviembre de 2015 | Barranquilla   | Colombia  | Bandera de Colombia  | 0:1 (0:1) Archivado el 16 de noviembre de 2015 en Wayback Machine.  | Bandera de Argentina | Argentina |
| 17 de noviembre de 2015 | Ciudad Guayana | Venezuela | Bandera de Venezuela | 1:3 (0:2) Archivado el 16 de noviembre de 2015 en Wayback Machine.  | Bandera de Ecuador   | Ecuador   |
| 17 de noviembre de 2015 | Montevideo     | Uruguay   | Bandera de Uruguay   | 3:0 (1:0) Archivado el 16 de noviembre de 2015 en Wayback Machine.  | Bandera de Chile     | Chile     |
| 17 de noviembre de 2015 | Asunción       | Paraguay  | Bandera de Paraguay  | 2:1 (0:0) Archivado el 18 de noviembre de 2015 en Wayback Machine.  | Bandera de Bolivia   | Bolivia   |
| 17 de noviembre de 2015 | Salvador       | Brasil    | Bandera de Brasil    | 3:0 (1:0) Archivado el 18 de noviembre de 2015 en Wayback Machine.  | Bandera de Perú      | Perú      |
| 24 de marzo de 2016     | La Paz         | Bolivia   | Bandera de Bolivia   | 2:3 (0:2) Archivado el 21 de marzo de 2016 en Wayback Machine.      | Bandera de Colombia  | Colombia  |
| 24 de marzo de 2016     | Quito          | Ecuador   | Bandera de Ecuador   | 2:2 (1:1) Archivado el 22 de marzo de 2016 en Wayback Machine.      | Bandera de Paraguay  | Paraguay  |
| 24 de marzo de 2016     | Santiago       | Chile     | Bandera de Chile     | 1:2 (1:2) Archivado el 24 de marzo de 2016 en Wayback Machine.      | Bandera de Argentina | Argentina |
| 24 de marzo de 2016     | Lima           | Perú      | Bandera de Perú      | 2:2 (0:1) Archivado el 21 de marzo de 2016 en Wayback Machine.      | Bandera de Venezuela | Venezuela |
| 25 de marzo de 2016     | Recife         | Brasil    | Bandera de Brasil    | 2:2 (2:1) Archivado el 31 de marzo de 2016 en Wayback Machine.      | Bandera de Uruguay   | Uruguay   |
| 29 de marzo de 2016     | Barranquilla   | Colombia  | Bandera de Colombia  | 3:1 (1:0) Archivado el 25 de agosto de 2016 en Wayback Machine.     | Bandera de Ecuador   | Ecuador   |
| 29 de marzo de 2016     | Montevideo     | Uruguay   | Bandera de Uruguay   | 1:0 (0:0) Archivado el 4 de septiembre de 2016 en Wayback Machine.  | Bandera de Perú      | Perú      |
| 29 de marzo de 2016     | Córdoba        | Argentina | Bandera de Argentina | 2:0 (2:0) Archivado el 12 de septiembre de 2016 en Wayback Machine. | Bandera de Bolivia   | Bolivia   |
| 29 de marzo de 2016     | Barinas        | Venezuela | Bandera de Venezuela | 1:4 (1:1) Archivado el 4 de septiembre de 2016 en Wayback Machine.  | Bandera de Chile     | Chile     |
| 29 de marzo de 2016     | Asunción       | Paraguay  | Bandera de Paraguay  | 2:2 (1:0) Archivado el 4 de septiembre de 2016 en Wayback Machine.  | Bandera de Brasil    | Brasil    |
| 1 de septiembre de 2016 | La Paz         | Bolivia   | Bandera de Bolivia   | 2:0 → 0:3 Archivado el 5 de septiembre de 2016 en Wayback Machine.  | Bandera de Perú      | Perú      |
| 1 de septiembre de 2016 | Barranquilla   | Colombia  | Bandera de Colombia  | 2:0 (1:0) Archivado el 1 de septiembre de 2016 en Wayback Machine.  | Bandera de Venezuela | Venezuela |
| 1 de septiembre de 2016 | Quito          | Ecuador   | Bandera de Ecuador   | 0:3 (0:0) Archivado el 15 de junio de 2018 en Wayback Machine.      | Bandera de Brasil    | Brasil    |
| 1 de septiembre de 2016 | Mendoza        | Argentina | Bandera de Argentina | 1:0 (1:0) Archivado el 28 de agosto de 2016 en Wayback Machine.     | Bandera de Uruguay   | Uruguay   |
| 1 de septiembre de 2016 | Asunción       | Paraguay  | Bandera de Paraguay  | 2:1 (2:1) Archivado el 3 de septiembre de 2016 en Wayback Machine.  | Bandera de Chile     | Chile     |
| 6 de septiembre de 2016 | Montevideo     | Uruguay   | Bandera de Uruguay   | 4:0 (3:0) Archivado el 7 de septiembre de 2016 en Wayback Machine.  | Bandera de Paraguay  | Paraguay  |
| 6 de septiembre de 2016 | Mérida         | Venezuela | Bandera de Venezuela | 2:2 (1:0) Archivado el 6 de septiembre de 2016 en Wayback Machine.  | Bandera de Argentina | Argentina |
| 6 de septiembre de 2016 | Manaus         | Brasil    | Bandera de Brasil    | 2:1 (1:1) Archivado el 5 de septiembre de 2016 en Wayback Machine.  | Bandera de Colombia  | Colombia  |
| 6 de septiembre de 2016 | Santiago       | Chile     | Bandera de Chile     | 0:0 → 3:0 Archivado el 5 de septiembre de 2016 en Wayback Machine.  | Bandera de Bolivia   | Bolivia   |
| 6 de septiembre de 2016 | Lima           | Perú      | Bandera de Perú      | 2:1 (1:1) Archivado el 4 de septiembre de 2016 en Wayback Machine.  | Bandera de Ecuador   | Ecuador   |
| 6 de octubre de 2016    | Quito          | Ecuador   | Bandera de Ecuador   | 3:0 (2:0) Archivado el 9 de octubre de 2016 en Wayback Machine.     | Bandera de Chile     | Chile     |
| 6 de octubre de 2016    | Montevideo     | Uruguay   | Bandera de Uruguay   | 3:0 (1:0) Archivado el 9 de octubre de 2016 en Wayback Machine.     | Bandera de Venezuela | Venezuela |
| 6 de octubre de 2016    | Asunción       | Paraguay  | Bandera de Paraguay  | 0:1 (0:0) Archivado el 9 de octubre de 2016 en Wayback Machine.     | Bandera de Colombia  | Colombia  |
| 6 de octubre de 2016    | Natal          | Brasil    | Bandera de Brasil    | 5:0 (4:0) Archivado el 5 de octubre de 2016 en Wayback Machine.     | Bandera de Bolivia   | Bolivia   |
| 6 de octubre de 2016    | Lima           | Perú      | Bandera de Perú      | 2:2 (0:1) Archivado el 6 de octubre de 2016 en Wayback Machine.     | Bandera de Argentina | Argentina |

### Segunda ronda
| Fecha                   | Lugar          |           |                      | Resultado                                                          |                      |           |
| ----------------------- | -------------- | --------- | -------------------- | ------------------------------------------------------------------ | -------------------- | --------- |
| 11 de octubre de 2016   | La Paz         | Bolivia   | Bandera de Bolivia   | 2:2 (2:0) Archivado el 13 de octubre de 2016 en Wayback Machine.   | Bandera de Ecuador   | Ecuador   |
| 11 de octubre de 2016   | Barranquilla   | Colombia  | Bandera de Colombia  | 2:2 (1:1) Archivado el 12 de octubre de 2016 en Wayback Machine.   | Bandera de Uruguay   | Uruguay   |
| 11 de octubre de 2016   | Córdoba        | Argentina | Bandera de Argentina | 0:1 (0:1) Archivado el 13 de octubre de 2016 en Wayback Machine.   | Bandera de Paraguay  | Paraguay  |
| 11 de octubre de 2016   | Santiago       | Chile     | Bandera de Chile     | 2:1 (1:0) Archivado el 12 de octubre de 2016 en Wayback Machine.   | Bandera de Perú      | Perú      |
| 11 de octubre de 2016   | Mérida         | Venezuela | Bandera de Venezuela | 0:2 (0:1) Archivado el 12 de octubre de 2016 en Wayback Machine.   | Bandera de Brasil    | Brasil    |
| 10 de noviembre de 2016 | Barranquilla   | Colombia  | Bandera de Colombia  | 0:0 Archivado el 11 de noviembre de 2016 en Wayback Machine.       | Bandera de Chile     | Chile     |
| 10 de noviembre de 2016 | Montevideo     | Uruguay   | Bandera de Uruguay   | 2:1 (2:1) Archivado el 11 de noviembre de 2016 en Wayback Machine. | Bandera de Ecuador   | Ecuador   |
| 10 de noviembre de 2016 | Asunción       | Paraguay  | Bandera de Paraguay  | 1:4 (1:0) Archivado el 11 de noviembre de 2016 en Wayback Machine. | Bandera de Perú      | Perú      |
| 10 de noviembre de 2016 | Maturín        | Venezuela | Bandera de Venezuela | 5:0 (2:0) Archivado el 11 de noviembre de 2016 en Wayback Machine. | Bandera de Bolivia   | Bolivia   |
| 10 de noviembre de 2016 | Belo Horizonte | Brasil    | Bandera de Brasil    | 3:0 (2:0) Archivado el 11 de noviembre de 2016 en Wayback Machine. | Bandera de Argentina | Argentina |
| 15 de noviembre de 2016 | La Paz         | Bolivia   | Bandera de Bolivia   | 1:0 (0:0) Archivado el 15 de noviembre de 2016 en Wayback Machine. | Bandera de Paraguay  | Paraguay  |
| 15 de noviembre de 2016 | Quito          | Ecuador   | Bandera de Ecuador   | 3:0 (0:0) Archivado el 16 de noviembre de 2016 en Wayback Machine. | Bandera de Venezuela | Venezuela |
| 15 de noviembre de 2016 | Santiago       | Chile     | Bandera de Chile     | 3:1 (1:1) Archivado el 16 de noviembre de 2016 en Wayback Machine. | Bandera de Uruguay   | Uruguay   |
| 15 de noviembre de 2016 | San Juan       | Argentina | Bandera de Argentina | 3:0 (2:0) Archivado el 16 de noviembre de 2016 en Wayback Machine. | Bandera de Colombia  | Colombia  |
| 15 de noviembre de 2016 | Lima           | Perú      | Bandera de Perú      | 0:2 (0:0) Archivado el 16 de noviembre de 2016 en Wayback Machine. | Bandera de Brasil    | Brasil    |
| 23 de marzo de 2017     | Barranquilla   | Colombia  | Bandera de Colombia  | 1:0 (0:0) Archivado el 24 de marzo de 2017 en Wayback Machine.     | Bandera de Bolivia   | Bolivia   |
| 23 de marzo de 2017     | Montevideo     | Uruguay   | Bandera de Uruguay   | 1:4 (1:1) Archivado el 24 de marzo de 2017 en Wayback Machine.     | Bandera de Brasil    | Brasil    |
| 23 de marzo de 2017     | Asunción       | Paraguay  | Bandera de Paraguay  | 2:1 (1:0) Archivado el 24 de marzo de 2017 en Wayback Machine.     | Bandera de Ecuador   | Ecuador   |
| 23 de marzo de 2017     | Maturín        | Venezuela | Bandera de Venezuela | 2:2 (2:0) Archivado el 24 de marzo de 2017 en Wayback Machine.     | Bandera de Perú      | Perú      |
| 23 de marzo de 2017     | Buenos Aires   | Argentina | Bandera de Argentina | 1:0 (1:0) Archivado el 24 de marzo de 2017 en Wayback Machine.     | Bandera de Chile     | Chile     |
| 28 de marzo de 2017     | La Paz         | Bolivia   | Bandera de Bolivia   | 2:0 (1:0) Archivado el 27 de marzo de 2017 en Wayback Machine.     | Bandera de Argentina | Argentina |
| 28 de marzo de 2017     | Quito          | Ecuador   | Bandera de Ecuador   | 0:2 (0:2) Archivado el 29 de marzo de 2017 en Wayback Machine.     | Bandera de Colombia  | Colombia  |
| 28 de marzo de 2017     | Santiago       | Chile     | Bandera de Chile     | 3:1 (3:0) Archivado el 27 de marzo de 2017 en Wayback Machine.     | Bandera de Venezuela | Venezuela |
| 28 de marzo de 2017     | São Paulo      | Brasil    | Bandera de Brasil    | 3:0 (1:0) Archivado el 29 de marzo de 2017 en Wayback Machine.     | Bandera de Paraguay  | Paraguay  |
| 28 de marzo de 2017     | Lima           | Perú      | Bandera de Perú      | 2:1 (1:1) Archivado el 29 de marzo de 2017 en Wayback Machine.     | Bandera de Uruguay   | Uruguay   |
| 31 de agosto de 2017    | San Cristóbal  | Venezuela | Bandera de Venezuela | 0:0 Archivado el 1 de septiembre de 2017 en Wayback Machine.       | Bandera de Colombia  | Colombia  |
| 31 de agosto de 2017    | Santiago       | Chile     | Bandera de Chile     | 0:3 (0:1) Archivado el 1 de septiembre de 2017 en Wayback Machine. | Bandera de Paraguay  | Paraguay  |
| 31 de agosto de 2017    | Montevideo     | Uruguay   | Bandera de Uruguay   | 0:0 Archivado el 2 de septiembre de 2017 en Wayback Machine.       | Bandera de Argentina | Argentina |
| 31 de agosto de 2017    | Porto Alegre   | Brasil    | Bandera de Brasil    | 2:0 (0:0) Archivado el 2 de septiembre de 2017 en Wayback Machine. | Bandera de Ecuador   | Ecuador   |
| 31 de agosto de 2017    | Lima           | Perú      | Bandera de Perú      | 2:1 (0:0) Archivado el 1 de septiembre de 2017 en Wayback Machine. | Bandera de Bolivia   | Bolivia   |
| 5 de septiembre de 2017 | La Paz         | Bolivia   | Bandera de Bolivia   | 1:0 (0:0) Archivado el 6 de septiembre de 2017 en Wayback Machine. | Bandera de Chile     | Chile     |
| 5 de septiembre de 2017 | Barranquilla   | Colombia  | Bandera de Colombia  | 1:1 (0:1) Archivado el 4 de septiembre de 2017 en Wayback Machine. | Bandera de Brasil    | Brasil    |
| 5 de septiembre de 2017 | Quito          | Ecuador   | Bandera de Ecuador   | 1:2 (0:0) Archivado el 6 de septiembre de 2017 en Wayback Machine. | Bandera de Perú      | Perú      |
| 5 de septiembre de 2017 | Buenos Aires   | Argentina | Bandera de Argentina | 1:1 (0:0) Archivado el 6 de septiembre de 2017 en Wayback Machine. | Bandera de Venezuela | Venezuela |
| 5 de septiembre de 2017 | Asunción       | Paraguay  | Bandera de Paraguay  | 1:2 (0:0) Archivado el 5 de abril de 2018 en Wayback Machine.      | Bandera de Uruguay   | Uruguay   |
| 5 de octubre de 2017    | La Paz         | Bolivia   | Bandera de Bolivia   | 0:0 Archivado el 6 de octubre de 2017 en Wayback Machine.          | Bandera de Brasil    | Brasil    |
| 5 de octubre de 2017    | San Cristóbal  | Venezuela | Bandera de Venezuela | 0:0 Archivado el 6 de octubre de 2017 en Wayback Machine.          | Bandera de Uruguay   | Uruguay   |
| 5 de octubre de 2017    | Santiago       | Chile     | Bandera de Chile     | 2:1 (1:0) Archivado el 6 de octubre de 2017 en Wayback Machine.    | Bandera de Ecuador   | Ecuador   |
| 5 de octubre de 2017    | Barranquilla   | Colombia  | Bandera de Colombia  | 1:2 (0:0) Archivado el 6 de octubre de 2017 en Wayback Machine.    | Bandera de Paraguay  | Paraguay  |
| 5 de octubre de 2017    | Buenos Aires   | Argentina | Bandera de Argentina | 0:0 Archivado el 6 de octubre de 2017 en Wayback Machine.          | Bandera de Perú      | Perú      |
| 10 de octubre de 2017   | Quito          | Ecuador   | Bandera de Ecuador   | 1:3 (1:2) Archivado el 11 de octubre de 2017 en Wayback Machine.   | Bandera de Argentina | Argentina |
| 10 de octubre de 2017   | Lima           | Perú      | Bandera de Perú      | 1:1 (0:0) Archivado el 11 de octubre de 2017 en Wayback Machine.   | Bandera de Colombia  | Colombia  |
| 10 de octubre de 2017   | Asunción       | Paraguay  | Bandera de Paraguay  | 0:1 (0:0) Archivado el 11 de octubre de 2017 en Wayback Machine.   | Bandera de Venezuela | Venezuela |
| 10 de octubre de 2017   | São Paulo      | Brasil    | Bandera de Brasil    | 3:0 (0:0) Archivado el 11 de octubre de 2017 en Wayback Machine.   | Bandera de Chile     | Chile     |
| 10 de octubre de 2017   | Montevideo     | Uruguay   | Bandera de Uruguay   | 4:2 (2:1) Archivado el 1 de marzo de 2018 en Wayback Machine.      | Bandera de Bolivia   | Bolivia   |

## Repesca intercontinental
La selección de Perú, que quedó ubicada en el 5.º puesto de la tabla de posiciones final, venció a la selección de Nueva Zelanda, ganadora de la clasificatoria de OFC, con un global de 2 a 0 y obtuvo el último cupo de la clasificación.
| Fecha                   | Lugar      |               |                          | Resultado |                          |               |
| ----------------------- | ---------- | ------------- | ------------------------ | --------- | ------------------------ | ------------- |
| 11 de noviembre de 2017 | Wellington | Nueva Zelanda | Bandera de Nueva Zelanda | 0:0       | Bandera de Perú          | Perú          |
| 15 de noviembre de 2017 | Lima       | Perú          | Bandera de Perú          | 2:0 (1:0) | Bandera de Nueva Zelanda | Nueva Zelanda |

## Estadísticas

### Goleadores
| Jugador.                                    | Selección. | Goles. | Min. | Part. |
| ------------------------------------------- | ---------- | ------ | ---- | ----- |
| Edinson Cavani                              | Uruguay    | 10     | 1242 | 14    |
| Gabriel Jesus                               | Brasil     | 7      | 794  | 10    |
| Lionel Messi                                | Argentina  | 7      | 900  | 10    |
| Felipe Caicedo                              | Ecuador    | 7      | 994  | 13    |
| Alexis Sánchez                              | Chile      | 7      | 1434 | 16    |
| Paulinho                                    | Brasil     | 6      | 963  | 11    |
| James Rodríguez                             | Colombia   | 6      | 1165 | 13    |
| Neymar                                      | Brasil     | 6      | 1234 | 14    |
| Arturo Vidal                                | Chile      | 6      | 1282 | 15    |
| Edison Flores                               | Perú       | 5      | 917  | 12    |
| Josef Martínez                              | Venezuela  | 5      | 928  | 15    |
| Enner Valencia                              | Ecuador    | 5      | 983  | 12    |
| Luis Suárez                                 | Uruguay    | 5      | 1149 | 13    |
| Eduardo Vargas                              | Chile      | 5      | 1366 | 16    |
| Paolo Guerrero                              | Perú       | 5      | 1481 | 17    |
| Última actualización: 11 de octubre de 2017 |            |        |      |       |

- Fuente: es.soccerway.com.[37]

### Anotaciones destacadas
Listado de tripletas o hat-tricks (3), póker de goles (4) y manos (5) anotados por un jugador en un mismo encuentro.
| Fecha                   | Jugador        | Goles             | Local     | Resultado | Visitante | Jornada |
| ----------------------- | -------------- | ----------------- | --------- | --------- | --------- | ------- |
| 10 de noviembre de 2016 | Josef Martínez | 11' · 67' · 70'   | Venezuela | 5-0       | Bolivia   | 11      |
| 23 de marzo de 2017     | Paulinho       | 19' · 52' · 90'+3 | Uruguay   | 1-4       | Brasil    | 13      |
| 10 de octubre de 2017   | Lionel Messi   | 11' · 18' · 60    | Ecuador   | 1-3       | Argentina | 18      |

### Asistencias
| Jugador                                     | Selección | Asistencias | Part. |
| ------------------------------------------- | --------- | ----------- | ----- |
| Neymar                                      | Brasil    | 8           | 14    |
| Luis Suárez                                 | Uruguay   | 7           | 13    |
| Carlos Sánchez                              | Uruguay   | 7           | 15    |
| Willian                                     | Brasil    | 5           | 17    |
| Gabriel Jesus                               | Brasil    | 4           | 10    |
| Yoshimar Yotún                              | Perú      | 4           | 13    |
| James Rodríguez                             | Colombia  | 4           | 13    |
| Alexis Sánchez                              | Chile     | 4           | 16    |
| Miler Bolaños                               | Ecuador   | 3           | 9     |
| Rómulo Otero                                | Venezuela | 3           | 11    |
| Antonio Valencia                            | Ecuador   | 3           | 12    |
| Carlos Bacca                                | Colombia  | 3           | 13    |
| Jean Beausejour                             | Chile     | 3           | 13    |
| Juan Cuadrado                               | Colombia  | 3           | 15    |
| Christian Cueva                             | Perú      | 3           | 16    |
| Mauricio Isla                               | Chile     | 3           | 18    |
| Última actualización: 11 de octubre de 2017 |           |             |       |

- Fuente: es.soccerway.com.[38]

### Autogoles
| Jugador                                     | Selección | Rival           | Autogol(es) |
| ------------------------------------------- | --------- | --------------- | ----------- |
| Gustavo Gómez                               | Paraguay  | Bolivia Uruguay | 2           |
| Rolf Feltscher                              | Venezuela | Argentina       | 1           |
| Arturo Vidal                                | Chile     | Paraguay        | 1           |
| Walter Ayoví                                | Ecuador   | Brasil          | 1           |
| Marquinhos                                  | Brasil    | Colombia        | 1           |
| Édgar Benítez                               | Paraguay  | Perú            | 1           |
| Diego Godín                                 | Uruguay   | Bolivia         | 1           |
| Gastón Silva                                | Uruguay   | Bolivia         | 1           |
| David Ospina                                | Colombia  | Perú            | 1           |
| Última actualización: 11 de octubre de 2017 |           |                 |             |

### Efectividad
| País/efectividad | Local   | Visitante | Total   |
| ---------------- | ------- | --------- | ------- |
| Brasil           | 92.59 % | 59.26 %   | 75.93 % |
| Uruguay          | 81.48 % | 33.33 %   | 57.41 % |
| Argentina        | 55.56 % | 48.15 %   | 51.85 % |
| Colombia         | 55.56 % | 44.44 %   | 50 %    |
| Perú             | 55.56 % | 40.74 %   | 48.15 % |
| Chile            | 70.37 % | 25.93 %   | 48.15 % |
| Paraguay         | 40.74 % | 48.15 %   | 44.44 % |
| Ecuador          | 48.15 % | 25.93 %   | 37.04 % |
| Bolivia          | 51.85 % | 0 %       | 25.93 % |
| Venezuela        | 25.93 % | 18.52 %   | 22.22 % |

## Clasificados
| Bandera de Brasil       | Bandera de Uruguay      | Bandera de Argentina    | Bandera de Colombia     | Bandera de Perú                        |
| Brasil                  | Uruguay                 | Argentina               | Colombia                | Perú                                   |
| Primer puesto           | Segundo puesto          | Tercer puesto           | Cuarto puesto           | Ganador de la repesca intercontinental |
| Clasificado: 28/03/2017 | Clasificado: 10/10/2017 | Clasificado: 10/10/2017 | Clasificado: 10/10/2017 | Clasificado: 15/11/2017                |